# Schilbe moebiusii
Schilbe moebiusii és una espècie de peix de la família dels esquilbèids i de l'ordre dels siluriformes.

## Morfologia
Els mascles poden assolir els 27,3 cm de llargària total.

## Reproducció
És ovípar.

## Hàbitat
Viu als rius.

## Distribució geogràfica
Es troba a Àfrica: rius Ruaha, Kingani i Kilombero.